# Kościół franciszkanów w Głogowie

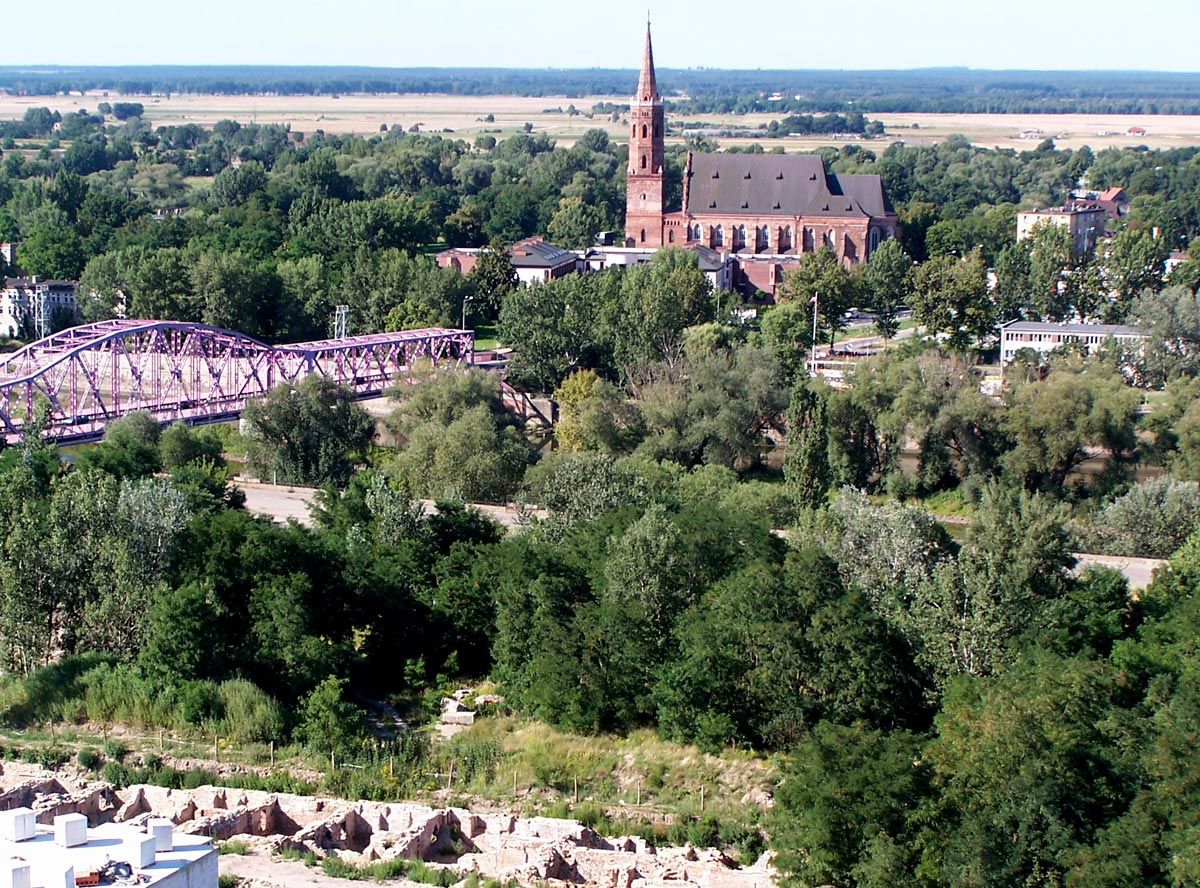
Miejsce po kościele franciszkanów obecnie

Kościół franciszkanów w Głogowie – kościół i zespół klasztorny, który znajdował się w Głogowie, sięgający swymi początkami XII wieku, kilkakrotnie niszczony i odbudowywany, w 1810 zamieniony przez władze pruskie na zbrojownię. Zrujnowany podczas II wojny światowej i później już nieodbudowany.

## Historia
Powstanie głogowskiego klasztoru franciszkanów łączy się zwykle z fundacją założyciela księstwa Konrada I, który miał ich do Głogowa sprowadzić. Faktem jest, że książę ten wystawił w klasztorze franciszkanów dwa dokumenty, z 1257 i 1261 roku, oba zresztą niedotyczące klasztoru, ale nie świadczy to wcale o tym, aby miał być jego fundatorem. Wiele natomiast faktów wskazuje raczej na to, że konwent głogowski musiał istnieć już przed 1249 r., być może w 1247 r., a więc znacznie wcześniej nim powstało tutaj miasto lokowane przez księcia Konrada. Fundatorem klasztoru mógł być więc tylko biskup Tomasz I (bo chyba nie ówczesny władca Głogowa – Bolesław Rogatka, który wówczas nie był raczej skłonny do tego rodzaju pobożnych fundacji). Byłaby to już trzecia świątynia, po kościołach św. Piotra i św. Mikołaja, która powstała w lewobrzeżnym Głogowie, przed zbudowaniem tutaj miasta.
Na początku XVI wieku było w klasztorze głogowskim niewielu zakonników. Kantak wymienia trzech: gwardiana Macieja Zeidlera, kaznodzieję Hieronima Carniolanusa, kantora Marcina Rosemana. Zakon dotknięty widocznie niewielką ilością datków (być może związane to było już z ruchem protestanckim), cierpiał wielki głód i niedostatek, ponieważ utrzymywany był z ofiar przekazywanych przez mieszczan. Wiadomo, że coroczną jałmużnę przekazywał franciszkanom głogowskim cech słodowników i piwowarów. 23 czerwca 1525 roku wymienieni zakonnicy oddali konwent radzie miejskiej, w zamian za dożywotnie utrzymanie. Niektóre źródła informują, że w 1533 roku franciszkanie przeszli na luteranizm i opuścili zabudowania klasztorne, a ich miejsce zajęli na mocy królewskiego dekretu z 1534 roku obserwanci (bernardyni). Prawdopodobnie to katolicka rada miejska zmusiła franciszkanów do tego kroku.
28 lipca 1615 roku w wyniku pożaru miasta zabudowania klasztorne spłonęły, a w następnych latach zostały odbudowane. W czasie okupacji Głogowa przez Szwedów w okresie wojny trzydziestoletniej, kiedy to wszystkie świątynie, poza kościołem św. Stanisława zostały zamienione na magazyny i koszary wojskowe, franciszkanie byli jedynymi duchownymi sprawującymi w Głogowie opiekę duszpasterską nad mieszkańcami. W 1682 roku magistrat głogowski został przyjęty do bractwa franciszkańskiego, co upamiętniono na ścianie ratusza płaskorzeźbą przedstawiającą św. Franciszka.
30 października 1810 roku, władze pruskie wydały edykt sekularyzacyjny, na mocy którego również klasztor franciszkanów został przejęty przez skarb państwa. Budynki zamieniono już na stałe na zbrojownię, a ogród przeznaczono na potrzeby ciągle rozbudowującej się twierdzy głogowskiej. Biblioteki klasztorne przewieziono do Biblioteki Uniwersyteckiej we Wrocławiu, gdzie znajdują się obecnie 52 inkunabuły z dawnej biblioteki głogowskich franciszkanów. Autor dziennika podróży po klasztorach śląskich, pisząc w 1812 roku o głogowskim klasztorze franciszkanów, wspomina o bibliotece liczącej 2972 tomy starych druków. Z dawnego wystroju wnętrza kościoła franciszkanów ocalały dwa boczne ołtarze, które zostały przeniesione do kościoła św. Wawrzyńca w Brzostowie. Na jednym stoją dwie rzeźby św. Księcia Wacława i franciszkanina św. Antoniego Padewskiego, na drugim obraz Chrystusa, a obok rzeźby św. Rocha i św. Sebastiana.
Pozostałe po 1945 r. ściany kościoła klasztornego wysadzono w powietrze wiosną 1963 roku.

## Architektura
Klasztor franciszkański znajdował się w północnej części miasta średniowiecznego, w obrębie murów obronnych, w pobliżu brzegu Odry. Miejsce, na którym stała budowla było jednym z wyżej położonych w obrębie miasta Głogów. Z uwagi na możliwość odprowadzenia nieczystości do rzeki, klasztor usytuowany był po północnej stronie kościoła św. Stanisława, prostopadle do głównej jego osi.
Pierwotne założenie klasztorne, składające się z budynku klasztornego i kościoła, powstało w dwóch etapach. W pierwszym wzniesiono budynek klasztorny i prezbiterium. W drugim powstała nawa główna i nawa boczna. Podstawowym materiałem, z którego wzniesiono klasztor i kościół była cegła. Także część detali architektonicznych wykonano z cegły. Tylko w niewielkiej ilości użyto kamienia. Niektóre bazy, głowice i laskowania okien wykonano z piaskowca. Prezbiterium miało wymiar 19,7 x 8,8 m i było zamknięte prostą ścianą od wschodu.
Wnętrze nakrywały dwa przęsła sześciodzielnego sklepienia żebrowego. Budynki klasztorne były powiązane z prezbiterium przez znajdujące się w jego północnej ścianie drzwi prowadzące do klasztoru. Korpus nawowy składał się z dwóch części. Nawa główna znajdowała się na przedłużeniu prezbiterium, a jej wymiary wewnętrzne wynosiły 22,5 x 11,45 m. Od południa przylegała do niej nawa boczna o szerokości 4,6 m zakończona we wschodniej części nieco szerszą kaplicą. Nawy były oddzielone arkadami wspartymi na filarach. Główną, o wysokości 16-17 m, nakrywał drewniany strop. Boczna miała wysokość 7 m, a prezbiterium 14 m.
Pozostałości ścian budynku klasztornego zostały odkryte w trakcie badań T.Kozaczewskiego, które odsłoniły średniowieczne mury jednego – wschodniego skrzydła klasztoru. Zabudowania klasztorne składały się z czterech skrzydeł zamykających regularny dziedziniec. Pokazują to: najstarszy plan Głogowa pochodzący z początku ХVII wieku, plany i rysunki z XVIII i XIX stulecia. Wschodnie skrzydło budynków klasztornych wychodziło poza skrzydło północne i sięgało aż po mury twierdzy, a jego ściana północna zakończona była szczytem. Zabudowania klasztorne sięgały według wspomnianych rysunków oraz obrazu z XIX wieku, wysokości jednego piętra.

## Literatura
- Tadeusz Kozaczewski, Głogów średniowieczny do końca XVIII wieku
- Jerzy Dymytryszyn, Zarys historii zakonu franciszkanów głogowskich
- Encyklopedia Ziemi Głogowskiej